# Земляничная весна
«Земляничная весна» (англ. Strawberry Spring; также переводился под названиями «Мартовский Выползень» и «Весна в Нью-Шароне») — рассказ американского писателя Стивена Кинга в жанре триллера. Впервые был опубликован в 1968 году в журнале «Ubris», в 1975 году был опубликован в журнале «Cavalier», в 1978 году вошёл в состав сборника «Ночная смена».

## Сюжет
Действие рассказа разворачивается с 16 по 24 марта 1968 года в вымышленном Педагогическом колледже Нью-Шейрона в Новой Англии, повествование ведётся от лица безымянного студента этого колледжа спустя 8 лет после описываемых событий.
Рассказчик видит в утренней газете прозвище «Попрыгунчик Джек» и это воскрешает его воспоминания 8-летней давности, когда он учился в колледже Нью-Шейрон; воспоминания полны ностальгии и почти меланхоличны.
16 марта 1968 года пришли земляничная весна («ложная» весна, очень похожая на бабье лето; согласно рассказу, наступающая раз в 8 лет) и густой туман, накрывшие ночью кампус, а утром 17 марта на парковке было найдено тело студентки Гейл Джерман, убитой с особой жестокостью. Полиция арестовала Карла Амаралу (бойфренда Гейл, с которой они расстались за неделю до убийства), но пока он находился под стражей, ночью 18 марта было совершено второе убийство (студентки Энн Брей) и полиция была вынуждена освободить Карла. Здесь рассказчик описывает реакцию студенческого сообщества на протяжении всего этого времени и противоречивые слухи, которые распространялись о жертвах.
20 марта происходит инцидент — на месте убийства Гейл Джерман полицейский обнаружил тело студента Дональда Морриса и повёз его в полицию, но в пути «труп» ожил и сильно напугал полицейского; как выяснилось, Моррис шёл в столовую и потерял сознание от сильного голода. 22 марта и 23 марта были убиты ещё две студентки (Адель Паркинс и Марша Каррен); по подозрению в убийстве Паркинс был арестован выпускник Хансон Грей, но впоследствии он также был отпущен. Поскольку рядом с жертвами не было найдено следов ни самих жертв, ни их убийцы, а также из-за сходства этих убийств с преступлениями самого известного и загадочного серийного убийцы (Джека-Потрошителя) преступнику дают прозвище «Попрыгунчик Джек». Когда 24 марта студентов раньше времени отправляют на каникулы, а земляничную весну опять сменяет зима, убийства прекращаются.
Спустя 8 лет, и снова с началом земляничной весны, в колледже Нью-Шейрона происходит убийство, по почерку совершённое «Попрыгунчиком Джеком». Рассказчик снова вспоминает события 1968 года, обеспокоен тем, что не помнит, как добрался домой в ночь убийства, и спрашивает себя, почему он боится открыть багажник своего автомобиля:

Я пишу за столом и слышу, как в соседней комнате плачет моя жена. Она думает, что прошлой ночью я был с другой женщиной.
И, о Господи, я опасаюсь того же.

## Экранизация
В 2001 году Довид Линдер экранизировал рассказ в виде короткометражного фильма.